# Língua protoindo-europeia
A língua protoindo-europeia (PIE) é o ancestral comum hipotético das línguas indo-europeias, tal como era falado há cerca de 5000 anos, pelos indo-europeus, provavelmente nas proximidades do mar Negro, cuja denominação original era Ponto Euxino.
A postulação de uma descrição plausível dos contornos desta protolíngua, através da observação das similaridades e diferenças sistemáticas das línguas indo-europeias entre si, foi uma das grandes realizações dos linguistas a partir do início do século XIX.
A aquisição da capacidade de fala pela humanidade deu-se milhares de anos antes do período da protolíngua indo-europeia. A denominação da língua reconstruída como "protolíngua indo-europeia" não implica portanto, de forma alguma, que a língua tenha sido em qualquer sentido "arcaica" ou "primitiva". Da mesma forma, sua reconstrução tampouco se trata de uma tentativa de encontrar a chamada língua primordial da humanidade.

## Descoberta e reconstrução

### Periodização
Há várias hipóteses concorrentes sobre quando e onde o PIE era falado. A única coisa conhecida com certeza é que a língua deve ter se diferenciado em dialetos não conectados na metade do III milênio a.C.
Estimativas de tendência predominante do tempo entre o PIE e os mais antigos textos atestados (c. século XIX a.C.; ver textos de Cultepe) estão entre 1500 e 2500 anos, com as propostas extremas divergindo 100% para cada lado:
- No III milênio a.C. (excluindo-se o ramo anatólio) na Armênia, de acordo com a hipótese armênia (proposta no contexto da teoria glotal);
- No V milênio a.C. (quarto, excluindo-se o ramo anatólio) nas estepes pôntico-cáspias, de acordo com a tendência predominante da hipótese Kurgan;
- No VI milênio a.C. no subcontinente indiano, de acordo com a hipótese indiana de Koenraad Elst;
- No VII milênio a.C. na Anatólia (no quinto, nos Bálcãs, excluindo se o ramo anatólio), de acordo com a hipótese anatólia de Colin Renfrew;
- No VII milênio a.C. (sexto, excluindo-se o ramo anatólio), de acordo com um estudo glotocronológico de 2003;[1]

- Antes do X milênio a.C., segundo a teoria da continuidade paleolítica

Três estudos genéticos recentes, de 2015, deram apoio à teoria de Marija Gimbutas de que a difusão das línguas indo-europeias teria se dado a partir das estepes russas (hipótese Kurgan). De acordo com esses estudos, o Haplogrupo R1b (ADN-Y) e o Haplogrupo R1a (ADN-Y) - hoje os mais comuns na Europa e sendo o R1a frequente também no subcontinente indiano - teriam se difundido, a partir das estepes russas, junto com as línguas indo-europeias; tendo sido detectado, também, um componente autossômico presente nos europeus de hoje que não era presente nos europeus do Neolítico, e que teria sido introduzido a partir das estepes, junto com as linhagens paternas (haplogrupo paterno) R1b e R1a, assim como com as línguas indo-europeias.
Assim como Marija Gimbutas, David Anthony associa a domesticação do cavalo a essa expansão.

### História

Os ramos estão em ordem por línguas atestadas; os da esquerda são Centum, os da direita são
Satem.
As línguas em vermelho estão extintas ou mortas.
Etiquetas brancas indicam categorias/proto-linguagens não atestadas.

A fase clássica da linguística comparativa indo-europeia engloba o período entre o lançamento da Comparative Grammar ("Gramática Comparativa) (1833) de Franz Bopp e do Compendium ("Compêndio") (1861) de August Schleicher até o lançamento do Grundriss ("Esboço da Gramática Comparativa das Línguas Indo-europeias") de Karl Brugmann e Berthold Delbrück, publicado na década de 1880. A reavaliação do campo da nova gramática e o desenvolvimento da teoria laríngea de Ferdinand de Saussure devem ser consideradas como o início dos estudos indo-europeus modernos.
O PIE como descrito no começo do século XX ainda é geralmente aceito atualmente; os trabalhos subsequentes são majoritariamente de refinamento e sistematização, assim como a incorporação de novas informações, especialmente nos ramos anatólio e tocariano, desconhecidos no século XIX.
Notavelmente a teoria laríngea, em suas formas iniciais discutidas desde a década de 1880, tornou-se a tendência predominante após a descoberta em 1927 por Jerzy Kuryłowicz da sobrevivência de pelo menos alguns daqueles fonemas hipotéticos em anatólio. O Indogermanisches Etymologisches Wörterbuch ("Dicionário Etimológico Indo-europeu") (1959) de Julius Pokorny forneceu uma visão geral do conhecimento léxico acumulado até o começo do século XX, mas desprezou tendências contemporâneas de morfologia e fonologia, e ignorou amplamente o anatólio e o tocariano.
A geração de indo-europeanistas ativos no último terço do século XX (como Calvert Watkins, Jochem Schindler e Helmut Rix) desenvolveu uma melhor compreensão da morfologia e, seguindo a Apophonie ("Apofonia") (1956) de Kuryłowicz, a compreensão da apofonia. A partir da década de 1960, o conhecimento do anatólio tornou-se exato o bastante para se estabelecer sua relação com o PIE.

### Método
Não há evidência direta do PIE porque ele nunca foi escrito. Todos os sons e palavras do PIE são reconstruídos a partir das línguas indo-europeias posteriores usando o método comparativo e o método de reconstrução interna. O asterisco é usado para sinalizar as palavras reconstruídas do PIE, como em *wódr̥ "água", *ḱwṓn "cão" ou *tréyes "três" (masculino). Muitas das palavras nas línguas indo-europeias modernas parecem ter derivado de tais "protopalavras" através de mudanças sonoras regulares (tal como a lei de Grimm).
Como a língua protoindo-europeia se dividiu, seu sistema sonoro também divergiu, de acordo com várias leis sonoras nas línguas descendentes. São notáveis entre estas leis a lei de Grimm e a lei de Verner no protogermânico, a perda da pré-vocálica *p- no protocéltico, redução para h da pré-vocálica *s- no protogrego, a lei de Brugmann e a lei de Bartholomae no protoindo-iraniano e a lei de Grassmann independentemente no protogrego e no protoindo-iraniano.

### Relação com outras famílias de línguas
Muitas relações de alto nível entre o PIE e outras famílias de línguas têm sido propostas. Mas estas conexões especulativas são altamente controversas. Talvez a proposta mais amplamente aceita é a de uma família indo-urálica, abrangendo o PIE e o urálico. As evidências usualmente citadas em favor disto é a proximidade dos Urheimaten destas duas famílias, a similaridade tipológica entre as duas línguas e vários morfemas aparentes compartilhados. Frederik Kortland, mesmo defendendo uma conexão, afirma que "a lacuna entre o urálico e o indo-europeu é enorme", enquanto Lyle Campbell, uma autoridade em urálico, nega que a relação exista.
Outras propostas, voltando muito no tempo (e por isso menos aceitas), colocam o PIE como um ramo do indo-urálico com um substrato caucasiano; ligam o PIE e o urálico com o altaico e com outras famílias asiáticas, como o coreano, o japonês, as línguas chukotko-kamchatkanas e as línguas esquimo-aleutianas (são propostas representativas o nostrático e o eurasiático de Joseph Greenberg); ou ligam algumas de todas estas ao afro-asiático, ao dravídico, etc., e, em último caso a uma única protolíngua (hoje em dia muito associada a Merritt Ruhlen). Várias propostas, com vários níveis de cepticismo, também existem e juntam alguns subsistemas das supostas famílias de línguas eurasiáticas e/ou algumas das famílias de línguas caucasianas, tais como as línguas uralo-siberianas, uralo-altaicas (que foi amplamente aceita mas agora é desacreditada), protopôntico e assim por diante.

## Tipologia
O protoindo-europeu era uma língua flexionada. Há vários indícios de que sua flexão decorreu somente ao longo da história da língua. Nas línguas descendentes, mais uma vez a flexão degradou-se fortemente de forma independente (com exceção das línguas balto-eslávicas, em que mais se conservou). Os exemplos mais claros são o inglês, o persa moderno e o africâner, que moveram-se intensamente em direção das línguas analíticas ou aglutinativas no caso do persa.
Segundo W. Lehmann, a tipologia era SOV (isto é, o predicado de orações declarativas ocorria no final da oração) com suas propriedades tipicamente a ela relacionadas (posposições, anteposição de atributos e de subordinadas relativas etc.). Nas línguas descendentes desenvolveram-se outras tipologias, VSO nas célticas, SVO nas românicas.
Em termos da chamada tipologia relacional, o protoindo-europeu (assim como a maioria das línguas faladas atualmente) era uma língua nominativo-acusativa. Lehman supõe que um estágio mais antigo da língua possuía um caráter de língua ativa. Muitas da línguas indo-arianas modernas (por exemplo o hindi) assumiram a tipologia ergativa.

## Fonologia
São reconstruídos os fonemas apresentados abaixo para a língua protoindo-europeia. Remetendo-se a Karl Brugmann, são empregadas variantes de um sistema baseado no alfabeto latino, com sobrescritos e subscritos, assim como sinais diacríticos.

### Consoantes
|                   | labial | coronal | palato-velar | velar | labio-velar | laríngea   |
| ----------------- | ------ | ------- | ------------ | ----- | ----------- | ---------- |
| oclusiva surda    | p      | t       | k̑            | k     | kʷ          |            |
| oclusiva expressa | b      | d       | g̑            | g     | gʷ          |            |
| oclusiva aspirada | bʰ     | dʰ      | g̑ʰ           | gʰ    | gʷʰ         |            |
| nasal             | m      | n       |              |       |             |            |
| fricativa         |        | s       |              |       |             | h₁, h₂, h₃ |
| aproximante       | w      | r, l    | y            |       |             |            |

Nasais, fricativas e aproximantes são classificadas como sonantes.
O y era (presumivelmente) pronunciado [j] como em português pai, o w pronunciado [w] como em quadro; também em ditongos ey, aw ([e͡j], [a͡w] leite, pauta). Palato-velares: k̑ pronunciado [kʲ] como em inglês britânico cube. Labio-velares: kʷ pronunciado [kʷ] (k pronunciado com arredondamento dos lábios). As oclusivas sonoras aspiradas do protoindo-europeu não foram herdadas pelas línguas europeias modernas; em línguas indianas, como o hindi, ainda são mantidas.
O termo "laríngeo" para os sons representados por h₁, h₂ e h₃ foram escolhidos historicamente sem uma base na reconstrução. Trata-se de três sons desconhecidos (muitos pesquisadores também sugerem outras quantidades). Há diferentes suposições sobre possíveis pronúncias destes sons (veja por exemplo em Lehman ou Meier-Brügger). A teoria laríngea, postulada por Ferdinand de Saussure nos estudos indo-europeus em 1878, levou no entanto cerca de 100 anos para ser geralmente aceita.
O s era surdo [s] mas antes de consoantes sonoras possuía um alófono sonoro, por exemplo *nisdos (ninho), foneticamente *nizdos.
A chamada teoria glótica revisa este sistema clássico de reconstrução tendo em consideração as consoantes oclusivas em alto grau. Esta revisão está atualmente relacionada à fonética, e consequentemente à suposta pronúncia dos sons. O sistema fonológico (a relação dos sons entre si) como um todo permanece quase inalterado. Razões para a teoria glótica são a rara ocorrência do fonema /b/ e a disposição incomum de oclusivas aspiradas sonoras diante da ausência de oclusivas aspiradas surdas. Entretanto esta teoria, ainda hoje discutida, não é opinião majoritária dentre especialistas.
As formas reconstruídas são em sua maioria apresentadas fonologicamente. Os encontros consonantais que aparentam ser parcialmente impronunciáveis permitem presumir que a fonética da língua continha vogais epentéticas (por exemplo o chamado schwa secundum), assimilações e fenômenos similares.

#### Ocorrência das consoantes
|                   | labial                                  | coronal                                  | palato-velar                            | velar                              | labio-velar                             | laríngea                                   |
| ----------------- | --------------------------------------- | ---------------------------------------- | --------------------------------------- | ---------------------------------- | --------------------------------------- | ------------------------------------------ |
| oclusiva surda    | *ped-, *pod- (pé, podólogo)             | *ters- (seco, p.ex. terra)               | *k̑erd (coração, conf. cardíaco)         | *lewk (luzir)                      | *kʷi-, *kʷo- (quem?, quê?)              |                                            |
| oclusiva sonora   | *bel- (força, debilitado = "sem vigor") | *dek̑m̥ (decimal)                          | *g̑onu, *g̑enu (joelho, conf. genuflexão) | *gāu- (regozijar)                  | *negʷ-, *nogʷ- (noite, conf. noctívago) |                                            |
| oclusiva aspirada | *bʰer- (portar, p.ex. transferir)       | *medʰyo- (médio)                         | *g̑ʰans- (ganso)                         | *gʰend- (agarrar, conf. apreender) | *ewegʷʰ- (advocar)                      |                                            |
| nasal             | *men (mente)                            | *nas- (nasal)                            |                                         |                                    |                                         |                                            |
| fricativa         |                                         | *sed- (sentar)                           |                                         |                                    |                                         | *h₂weh₁ (conf. alemão wehen), *deh₃ (dar), |
| aproximante       | *newo- (novo)                           | *pro (adiante, conf. pró), *lewk (luzir) | *hzeyes- (metal, conf. inglês ore)      |                                    |                                         |                                            |

#### Desenvolvimento das consoantes em línguas descendentes
O exemplo mais conhecido de mudanças fonéticas que conduziram da protolíngua às línguas individuais é a mudança das palatais: em quase todas as línguas descendentes, os três grupos velares coincidem-se em dois. De acordo com a teoria mais difundida, as palatais se fundiram com as velares simples nas chamadas línguas Centum (conforme a pronúncia latina da palavra para cem), ao passo que nas línguas Satem (conforme a pronúncia da palavra avéstica da palavra cem) fundiram-se as lábio-velares com as velares simples.
Nas línguas Centum as lábio-velares frequentemente desenvolveram-se posteriormente em labiais (por exemplo nas línguas celtas e no grego); nas línguas Satem frequentemente desenvolveram-se as palato-velares por sua vez em fricativas (como em línguas eslavas e em sânscrito).
Antes do desenvolvimento das línguas tocarianas viu-se o surgimento de dois grupos dialetais indo-europeus, o Centum no leste (itálico, celta, germânico, helênico) e Satem no oeste (báltico, eslavo, indo-iraniano, armênio). Uma vez que as línguas tocarianas localizadas no extremo oriente são porém classificadas como Centum, assumem-se hoje desenvolvimentos independentes nas línguas individuais. Atualmente a distinção entre entre línguas Centum e línguas Satem mantém significância meramente fonológica.
Além disso, os outros sons desenvolvidos a partir da protolíngua passaram por mudanças mais ou menos significativas:
As oclusivas surdas permaneceram substancialmente inalteradas, exceto nos grupos germânico e armênio, em que estas mudaram para fricativas e aspiradas. As oclusivas sonoras apresentaram mudanças também apenas no germânico e no tocariano (tornaram-se surdas).
As oclusivas sonoras aspiradas conservaram-se apenas nas línguas línguas indo-arianas (a maioria até os dias de hoje) e perderam nas outras línguas sua aspiração ou sua sonoridade (como em grego).

### Vogais, ditongos, sonantes silábicas e laríngeas
As cinco vogais, /a/, /e/, /i/, /o/ e /u/ existiam em protoindo-europeu em versões curtas e longas (O /ī/ longo e o /ū/ longo não são reconhecidas por vários, no lugar das quais atribuem combinações das respectivas vogais curtas com laríngeas). As vogais /e/ e /o/ nas versões curtas e longas são as mais frequentes de forma absoluta. Também as sonantes /m/, /n/, /r/,  e /l/ e as laríngeas podiam ocupar posição vocálica. As sonantes correspondentes são muitas vezes marcadas com uma pequena cruz sob a vogal. As relações entre as vogais curtas e longas, consoantes e ressoantes silábicas e laríngeas resultam morfologicamente do fenômeno conhecido como Ablaut.
Os ditongos eram /ey/, /oy/, /ay/, /ew/, /ow/ e /aw/, e mais raramente com vogal longa /ēy/, /ōy/, /āy/, /ēw/, /ōw/ e /āw/.
No lugar da escrita com as semivogais y e w, que talvez sejam um pouco confusas, também se usam as vogais plenas i e u em combinações de duas vogais plenas. A emprego de semivogais aqui escolhido torna claro, que o ponto forte do ditongo recaía sempre sobre sobre o primeiro componente.
As laríngeas conservaram-se diretamente apenas em hitita (nela se encontra um ḫ e um ḫḫ). Nas outras línguas, entretanto, encontram-se reflexos em vogais adjacentes. O caso mais claro é o do grego, em que /h₁/ corresponde a e, /h₂/ corresponde a a e /h₃/ corresponde a o.

#### Exemplos
*g̑ʰ̑áns (ganso), *māter (mãe, madre; nota: palavra reconstruída também como *méh₂ter), *nébʰeleh₂ (nuvem, nebuloso), *ph₂tḗr (pai, padre), *nisdó (ninho, nidificado), *vīs- (veneno, conf. vírus), *gʰosti (hóspede), *wédōr (água, conf. hídrico), *h₁rudhró (rubro), *pū- (puro); *deyk- (indicar) *óyno-(um) *kayko- (caolho, conf. cego), *téwteh₂ (povo, conf. total, Teutônico), *lowkó (luz), *tawro (touro), terminação do dativo *-ōy (conf. grego antigo -ῳ, *dyḗws (deus celeste, conf. deus, gr. Zeus, inglês Tuesday); *km̥tóm (cem, cento), prefixo *n̥- (prefixo in-), mr̥tó (morto), ml̥dú (mole).

#### Desenvolvimento das vogais nas línguas descendentes
As vogais conservaram-se em grego antigo inicialmente inalteradas (até a coloração mencionada através das antigas laríngeas). O [u] (o úpsilon grego) certamente tornou-se [y] na época de Homero ou logo depois. Nos dialetos jônico e ático o ā longo tornou-se [ɛː] (em grego etá). Em desenvolvimentos posteriores do grego o sistema vocálico simplificou-se fortemente através da fusão de muitas vogais e ditongos, especialmente em  [i] (conf. iotacismo), pela qual a diferenciação entre vogais longas e curtas foi perdida. Também as línguas itálicas, que incluem o latim, mantiveram as vogais.
No ramo indo-iraniano as vogais e, o e a fundiram-se em a (em suas formas curtas e longas, respectivamente).
Em protogermânico a vogal curta indo-europeia *o tornou-se *a e fundiu-se com o antigo *a. Mais tarde a vogal longa indo-europeia *ā obscureceu-se em *ō (*ū em sílabas finais) e fundiu-se por sua vez com o *ō herdado do protoindo-europeu.
Os ditongos curtos foram repassados ao grego: ow tornou-se [u] (as ainda escrito como ditongo ου), ey (épsilon + iota) tornou-se a vogal longa [eː] (do mesmo modo escrito como ditongo ει). Os ditongos longos fundiram-se com suas vogais iniciais (na escrita, a antiga caracterização de ditongo ainda pode ser reconhecida através do iota subscrito). Na evolução para o grego moderno, os ditongos restantes também foram monotongados.
Em sânscrito védico, os ditongos curtos oy, ay e ey evoluíram a princípio para ai e em seguida para um [eː] longo. Analogamente, au originou-se de ow, aw e ew e converteu-se em [oː]. Os ditongos longos se converteram nos ditongos simples ai e au.
As soantes silábicas perderam sua propriedade silábica na maioria das línguas descendentes. Desenvolveu-se epêntese, que em alguns casos suplantou totalmente as sonantes originais. Este foi o caso do prefixo n̥- convertido em latim em in-, no ramo germânico em un-, e em grego e indo-iraniano em a-. O r̥ silábico foi mantido em indo-iraniano e eslavo (em sânscrito também l̥, ainda que rudimentarmente). Mais tarde desenvolveu-se porém também uma vocal epentética i (daí a pronúncia sânscrito ao nome da língua, em sânscrito saṃskṛtam).

### Tonicidade
O acento tônico é denotado graficamente nos Vedas e em grego. Em algumas outras línguas (por exemplo muitas línguas eslavas e bálticas) manteve-se a princípio o sistema indo-europeu de tonicidade (entretanto muitas sílabas mudaram de tonicidade, ocorreram mudanças sistemáticas de tonicidade, e também surgiram regras adicionais, como o encurtamento das três últimas sílabas em grego). Contudo não se pode reconstruir garantidamente a tonicidade do protoindo-europeu em muitos casos. Razoavelmente bem estabelecido está que, no período tardio do indo-europeu anterior à separação nas línguas descendentes, a tonicidade era melódica e não dinâmica. Além disso era móvel, isto é, a posição da tonicidade em cada palavra era livre e não estava sujeita a regras fixas (que por exemplo posteriormente no latim resultou em sílabas longas ou curtas). A posição da sílaba tônica marcava significados distintos: dʰrógʰos (corrida, curso) - dʰrogʰós (corredor, roda).
Muitas palavras (de acordo com a visão mais difundida, mas não geral, da fase mais antiga, por exemplo, formas verbais finitas completas) eram enclíticas: não carregavam tonicidade específica, e sim fundiam-se prosodicamente às palavras anteriores a elas.
A posição da tonicidade possuía, sobretudo no substantivo, significado morfológico e servia (junto a outros meios, tais como terminações e ablaut) à identificação do caso.
Nos ramos germânico e itálico, a tonicidade móvel foi logo fixada na primeira sílaba da palavra. Ligados a ela estiveram mudanças fonéticas das vogais átonas, das quais atualmente se pode extrair, por exemplo, conclusões sobre a posição da sílaba tônica no protoindo-europeu (Lei de Verner em protogermânico). Em latim clássico, a tonicidade da primeira sílaba foi mais uma vez perdida através de regras de tonicidade conhecidas atualmente. Em protogermânico, a tonicidade da primeira sílaba evoluiu posteriormente para o princípio de tonicidade da sílaba do radical da palavra.

## Morfologia

### Radicais
Os radicais do PIE reconstruído, são morfemas básicos que carregam um significado léxico. Em geral, os radicais são monossilábicos e são identificados somente pelas suas consonantes (de uma forma similar às linguas semíticas), a vogal da radical é quase sempre o e, com pouquíssimas exceções (uma delas é *bhuh- que significa "crescer"). O radical segue a seguinte fórmula: (s-)C(C)V(C)C, ou seja, toda radical precisa conter no mínimo duas consoantes e no máximo cinco (se for prefixado com s-). As consoantes que são permitidas dentro de um radical seguem regras complexas, por exemplo, dois sonorantes não são permitidos (ex. *nen-), consoantes com o mesmo lugar de articulação não occorem (ex. *mup-), dois plosivos sonoros também não são permitidos (ex. *ged-), dentre outras regras.
Pela adição de sufixos ou modificação da vogal interna, os radicais formam raízes de palavras, e pela adição de desinências, formam gramaticalmente palavras declinadas (substantivos ou verbos).

### Apofonias
Um dos aspectos exclusivos do PIE era sua sequência apofônica que contrastava os fonemas vocálicos o/e/Ø [não vogal] através do mesmo radical. A apofonia é uma forma de variação vocálica que muda entre estas três formas dependendo dos sons adjacentes e da localização da ênfase na palavra. Essas trocas ecoam nas modernas línguas indo-europeias.

### Substantivos
Os pronomes protoindo-europeus eram declinados em oito casos (nominativo, acusativo, genitivo, dativo, instrumental, ablativo, locativo e vocativo). Havia três gêneros: masculino, feminino e neutro.
Há dois tipos principais de declinação: temática e atemática. As raízes temáticas nominais são formadas com um sufixo -o- (no vocativo e-) e a raiz não se submete à apofonia. A raízes atemáticas são mais arcaicas, e são classificadas por seu comportamento apofônico.

### Pronomes
Os pronomes protoindo-europeus são difíceis de reconstruir devido à sua variedade nas línguas posteriores. Este é especialmente o caso dos pronomes demonstrativos.
O PIE tinha pronomes pessoais nas primeira e segunda pessoas, mas não para a terceira pessoa, onde demonstrativos eram usados no lugar. Os pronomes pessoais tinham formas e terminações exclusivas, e alguns tinham duas raízes distintas; isto é mais óbvio na primeira pessoa do singular, onde as duas raízes ainda são preservadas  na língua inglesa (I e me). De acordo com Beekes (1995), havia também dois tipos para os casos acusativo, genitivo e dativo, uma forma enfática e outra enclítica.
|              | Pronomes pessoais (Beekes 1995) |                 |                |                |
|              | Primeira pessoa                 | Primeira pessoa | Segunda pessoa | Segunda pessoa |
|              | Singular                        | Plural          | Singular       | Plural         |
| Nominativo   | h₁eǵ(oH/Hom)                    | wei             | tuH            | yuH            |
| Acusativo    | h₁mé, h₁me                      | nsmé, nōs       | twé            | usmé, wōs      |
| Genitivo     | h₁méne, h₁moi                   | ns(er)o-, nos   | tewe, toi      | yus(er)o-, wos |
| Dativo       | h₁méǵʰio, h₁moi                 | nsmei, ns       | tébʰio, toi    | usmei          |
| Instrumental | h₁moí                           | ?               | toí            | ?              |
| Ablativo     | h₁med                           | nsmed           | tued           | usmed          |
| Locativo     | h₁moí                           | nsmi            | toí            | usmi           |

Quanto aos demonstrativos, Beekes (1995) temporariamente reconstruiu um sistema com apenas dois pronomes: so/seh₂/tod"isto, aquilo" e h₁e/ (h₁)ih₂/(h₁)id"o, a (apenas nomeado)" (anafórico). Ele também postula três partículas adverbiais: ḱi"aqui", h₂en"lá" e h₂eu"longe, novamente", a partir dos quais os demonstrativos foram montados nas várias línguas posteriores.

### Verbos
Os verbos têm pelo menos quatro modos (indicativo, imperativo, subjuntivo e optativo, assim como possivelmente o injuntivo, que pode ser reconstruído a partir do sânscrito védico), duas vozes (ativa e médio-passiva) e também três pessoas (primeira, segunda e terceira) e três números (singular, dual e plural). Os verbos são conjugados em pelo menos três tempos (presente, aoristo e perfeito), que na verdade têm antes de tudo valor aspectual. Formas indicativas do imperfeito e (menos provavelmente) do mais que perfeito talvez tenham existido. Os verbos eram também marcados por um sistema altamente desenvolvido de particípios, um para cada combinação de tempo e modo, e uma ordem variada de substantivos verbais e formações adjetivas.
|          |    | Buck 1933 | Buck 1933  | Beekes 1995 | Beekes 1995 |
|          |    | Atemático | Temático   | Atemático   | Temático    |
| Singular | 1ª | -mi       | -ō         | -mi         | -oH         |
| Singular | 2ª | -si       | -esi       | -si         | -eh₁i       |
| Singular | 3ª | -ti       | -eti       | -ti         | -e          |
| Plural   | 1ª | -mos/mes  | -omos/omes | -mes        | -omom       |
| Plural   | 2ª | -te       | -ete       | -th₁e       | -eth₁e      |
| Plural   | 3ª | -nti      | -onti      | -nti        | -o          |

### Numerais
Os numerais protoindo-europeus são geralmente reconstruídos como segue:
| Numeral   | Sihler 1995, 402–24                                | Beekes 1995, 212–16 | "Provas"                                       |
| --------- | -------------------------------------------------- | ------------------- | ---------------------------------------------- |
| um        | *Hoi-no-/*Hoi-wo-/*Hoi-k(ʷ)o-; *sem-               | *Hoi(H)nos          | një, unum, ena, einaz, oinos, aika, ainas, ... |
| dois      | *d(u)wo-                                           | *duoh₁              | dvai, two                                      |
| três      | *trei-(grau pleno)/*tri-(grau zero)                | *treies             | trys, tre                                      |
| quatro    | *kʷetwor-(grau "o") /*kʷetur-(grau zero)           | *kʷetuōr            | keturi, käter                                  |
| cinco     | *penkʷe                                            | *penkʷe             | penke, pesë                                    |
| seis      | *s(w)eḱs talvez originalmente *weḱs                | *(s)uéks            | suessu, gjashtë                                |
| sete      | *septm̥                                             | *séptm              | septim, shtatë                                 |
| oito      | *oḱtō,*oḱtouou *h₃eḱtō, *h₃eḱtou                   | *h₃eḱteh₃           | asutoss, tentë                                 |
| nove      | *(h₁)newn̥                                          | *(h₁)néun           | nevin, nentë                                   |
| dez       | *deḱm̥(t)                                           | *déḱmt              | desuim, dhjetë                                 |
| vinte     | *wīḱm̥t-talvez originalmente *widḱomt-              | *duidḱmti           |                                                |
| trinta    | *trīḱomt-talvez originalmente *tridḱomt-           | *trih₂dḱomth₂       |                                                |
| quarenta  | *kʷetwr̥̄ḱomt-talvez originalmente *kʷetwr̥dḱomt-     | *kʷeturdḱomth₂      |                                                |
| cinqüenta | *penkʷēḱomt-talvez originalmente *penkʷedḱomt-     | *penkʷedḱomth₂      |                                                |
| sessenta  | *s(w)eḱsḱomt-talvez originalmente *weḱsdḱomt-      | *ueksdḱomth₂        |                                                |
| setenta   | *septm̥̄ḱomt-talvez originalmente *septm̥dḱomt-       | *septmdḱomth₂       |                                                |
| oitenta   | *oḱtō(u)ḱomt-talvez originalmente *h₃eḱto(u)dḱomt- | *h₃eḱth₃dḱomth₂     |                                                |
| noventa   | *(h₁)newn̥̄ḱomt-talvez originalmente *h₁newn̥dḱomt-   | *h₁neundḱomth₂      |                                                |
| cem       | *ḱm̥tomtalvez originalmente *dḱm̥tom                 | *dḱmtóm             |                                                |
| mil       | *ǵheslo-, *tusdḱomti                               | *ǵʰes-l-            |                                                |

Lehmann (1993, 252-255) acredita que os numerais maiores que dez foram construídos separadamente nos grupos dialetais e que *ḱm̥tóm originalmente significava "um grande número" em vez de "uma centena, cem".

## Sintaxe
A respeito da sintaxe da protolíngua podem ser feitas menos afirmações claras do que a respeito da morfologia, uma vez que não há disponível um meio, como a análise dos desenvolvimentos fonéticos/fonológicos, mantidos tipicamente muito regulares, pelo qual podem-se extrair conclusões para a morfologia. Resta-nos coletar padrões típicos de orações nas formas antigas das línguas descendentes e extrair conclusões cautelosamente, de maneira tal que estas poderiam haver constado já na língua protoindo-europeia.
Tal qual em português, uma oração principal, em geral com sujeito e predicado, podia ter também seu sujeito oculto. Em português, por exemplo, um pronome pode ser omitido caso não seja necessário enfatizá-lo ou se estiver subentendido pelo contexto. Nestes casos, há orações sem um sujeito formalmente explícito. Supõe-se este fenômeno também para a protolíngua. De fato, subentendem-se através das desinências verbais sempre a pessoa e o número do sujeito oculto em questão. A propósito, em muitas línguas não indo-europeias, nem mesmo estas desinências são necessárias.
Eram também comuns orações independentes sem predicado: a cópula que, sendo um verbo formal, conecta o sujeito e nomes predicados (O homem é grande; a mulher é artesã; a mãe está em casa), não se encontra no russo moderno, por exemplo. Assume-se que tais orações nominais (Homem grande, mulher artesã, mãe em casa) eram comuns em protoindo-europeu. Os verbos *h₁es- (existir) e *bʰew- (tornar-se), dentre outros, emergem nas línguas descendentes já como cópula, muitas vezes facultativa (conf. tu és, nós fomos).
O verbo se posicionava normalmente no fim da oração. De fato, sintagmas opcionais podiam ser aparecer enfatizados no início da oração (lat. Habent sua fata libelli - Têm seu destino os livretos). Nas línguas celtas insulares o posicionamento do verbo no início da oração se tornou padrão.
As relações sintáticas entre substantivos, adjetivos, pronomes e verbos davam-se através de concordância das formas flexionadas.
Clíticos eram usados na formação de orações e sequências: partículas posposicionadas (ou também palavras flexionadas), cuja tonicidade era transposta à palavra precedente. Um exemplo é o -que em latim (e, em grego, -τε, em sânscrito ca, protoindo-europeu *kʷe), partículas em grego na formação de orações, tais como μεν, δε (de fato (…) mas) e os pronomes enclíticos.
Tais enclíticos encontram-se principalmente na segunda posição da oração (principal ou subordinada (Lei de Wackernagels)). Sequência de partículas clíticas nesta posição são especialmente típicas na língua hitita.
Orações interrogativas são indicadas através do emprego de pronomes interrogativos ou de clíticos interrogativos (p.ex. em latim -ne). A negativa se dava através do advérbio *ne e do prefixo *n̥-.
As orações subordinadas relativas empregavam o pronome relativo e precediam a oração principal. Supõe-se que estas orações, como em sânscrito, não remetiam ao substantivo, e sim a pronomes demonstrativos separados na oração principal (em alemão, esta distinção é em parte atenuada pelo artigo; em latim, tem-se a situação oposta, em que em que a oração subordinada, seja adjetiva, subjetiva ou objetiva, não requer pronomes relativos). Os dois tipos de pronomes relativos (*kʷi/*kʷo e *hyo) correspondem a ambas categorias de orações relativas (explicativas e restritivas).
Outros tipos de orações subordinadas, como as orações introduzidas por conjunções, não podem ser reconstruídas.
Nas línguas descendentes são conhecidas construções absolutas, por exemplo em latim o ablativo absoluto, em grego o genitivo absoluto, em sânscrito o locativo absoluto e o dativo absoluto em antigo eslavo eclesiástico. É incerto se estas construções remetem a uma origem comum ou se são inovações isoladas em cada uma das línguas.

## Amostras de textos
Como o PIE era falado por uma sociedade pré-histórica, não há textos originais disponíveis, mas desde o século XIX acadêmicos modernos têm feito várias tentativas em compor exemplos de textos com objetivos ilustrativos. Estes textos são intuitivos, na melhor das hipóteses: Calvert Watkins em 1969 observou que apesar de 150 anos de história, a linguística comparativa não é capaz de reconstruir uma simples sentença bem formada em PIE. Apesar disso, tais textos tem tido o mérito de dar uma impressão de que um discurso coerente em PIE talvez tenha sido ouvido.
Exemplos de textos publicados em PIE:
- A Fábula de Schleicher (Avis akvasas ka), de August Schleicher (1868), atualizada por Hermann Hirt (1939) e por Winfred Lehmann e Ladislav Zgusta (1979).
- O rei e o deus (rēḱs deiwos-kʷe), de S. K. Sen, E. P. Hamp et al. (1994).

### Protolínguas derivadas
- Língua protoalbanesa
- Língua protoanatólica
- Língua protoarmênia
- Língua protobalto-eslávica
  - Língua protobáltica
  - Língua protoeslava
- Língua protocéltica
- Língua protogermânica
- Língua protogrega
- Língua protoindo-iraniana
- Língua protoitálica
- Língua prototocária